# Ina, Saitama
Ina (japanska: 伊奈町?, Ina-machi) är en landskommun (köping) i Saitama prefektur i Japan. 